# Biton ragazzii
Espèce
Synonymes
- Daesia ragazzii Kraepelin, 1899

Biton ragazzii est une espèce de solifuges de la famille des Daesiidae.

## Distribution
Cette espèce se rencontre à Djibouti, en Érythrée et au Soudan.

## Description
Le mâle holotype mesure 13 mm.
Le mâle décrit par Roewer en 1933 mesure 10 mm.

## Étymologie
Cette espèce est nommée en l'honneur de Vincenzo Ragazzi.

## Publication originale
- Kraepelin, 1899 : Zur Systematik der Solifugen. Mitteilungen aus dem Naturhistorischen Museum in Hamburg, vol. 16, p. 195–259 (texte intégral).